# دهاله
دهاله (به انگلیسی: Dhalla) یک شهر در پاکستان است که در ناحیه راولپندی واقع شده‌است. دهاله ۱٫۰۰ کیلومتر مربع مساحت و ۲٬۷۰۰ نفر جمعیت دارد و ۴۳۴ متر بالاتر از سطح دریا واقع شده‌است.